# Dave Mackay (futbolista nacido en 1980)
David Mackay (Rutherglen, Escocia, 2 de mayo de 1980), exfutbolista y entrenador escocés. Jugaba de defensa.

## Trayectoria
MacKay empezó su carrera en el Dundee FC y en el transcurso de cinco temporadas en Dens Park jugó más de cien partidos con los Dark Blues, así como obtener una mayor experiencia en préstamo a Brechin City y Arbroath. En el verano de 2004, que luego fue trasladado hacia el sur para Oxford United, antes de volver a Escocia por motivos familiares a firmar por Livingston FC.
En mayo de 2009, Mackay transferido de Livingston al St. Johnstone FC, que había ganado el ascenso a la Liga Premier de Escocia.
En enero de 2013, firmó un contrato de dos años para mantenerlo a St Johnstone FC hasta el 2015.
El 17 de mayo de 2014, MacKay ganó la Copa escocesa con St. Johnstone contra Dundee United. Esta fue la primera vez que St. Johnstone había llegado a la final en su historia 130 años y MacKay capitaneado a su equipo a una victoria por 2-0 en un partido en el que está representada impresionantes habilidades defensivas.

## Clubes
| Club             | País       | Año       |
| ---------------- | ---------- | --------- |
| Dundee FC        | Escocia    | 1999-2001 |
| Brechin City     | Escocia    | 2001      |
| Arbroath FC      | Escocia    | 2001      |
| Dundee FC        | Escocia    | 2001-2004 |
| Oxford United    | Inglaterra | 2004-2005 |
| Livingston FC    | Escocia    | 2005-2009 |
| St. Johnstone FC | Escocia    | 2009-2016 |
| Dundee FC        | Escocia    | 2021      |

## Palmarés

### Campeonatos nacionales
| Título          | Club             | País    | Año  |
| --------------- | ---------------- | ------- | ---- |
| Copa de Escocia | St. Johnstone FC | Escocia | 2014 |